# Motorola Moto X (prima generazione)
Il Motorola Moto X è uno smartphone prodotto da Google (in seguito all'acquisizione di Motorola Mobility) e presentato il 1º agosto 2013.
Dispone di un Display di tipo AMOLED da 1280 x 720 pixel (720p HD) di 4,7 pollici (119 mm). Monta la CPU proprietaria Motorola X8 Mobile Computing System basato sulla architettura Krait. La CPU è composta da un Qualcomm Snapdragon Dual-Core da 1,7 GHz e una GPU Adreno 320 Quad-Core a 400 MHz. Inoltre la CPU è composta da altri due processori ausiliari per l'interpretazione della voce e l'analisi contestuale. Il dispositivo monta 2 GB di RAM e 16/32 GB di memoria interna espandibile solo tramite servizi cloud.

## Fotocamera
La fotocamera posteriore è da 10,5 Megapixel con tecnologia ClearPixel, con cattura di video a 1080p a 30 fps, mentre la fotocamera anteriore è da 2 Megapixel.